# Транспортна вода

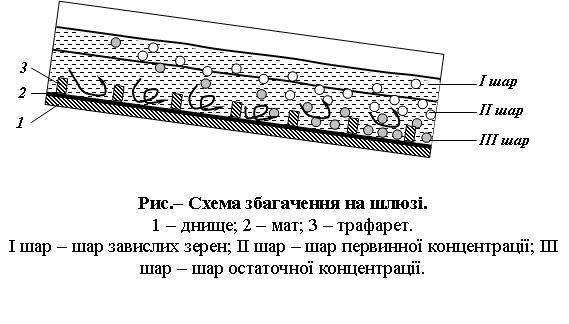
Транспортна вода охоплює всі три шари: І, ІІ, ІІІ

Транспортна вода (англ. transport water, нім. Schubwasser n, Transportwasser n) — вода, що використовується в технологічному процесі збагачення корисних копалин для транспортування матеріалу. Т.в.
подається до збагачувального апарата разом із вихідним
матеріалом. Питомі витрати Т.в. на одиницю маси збагачуваного
матеріалу за одиницю часу є одним із чинників регулювання
процесу збагачення у відсаджувальних машинах, мийних
жолобах, на шлюзах, ґвинтових сепараторах, концентраційних столах.